# Зерно

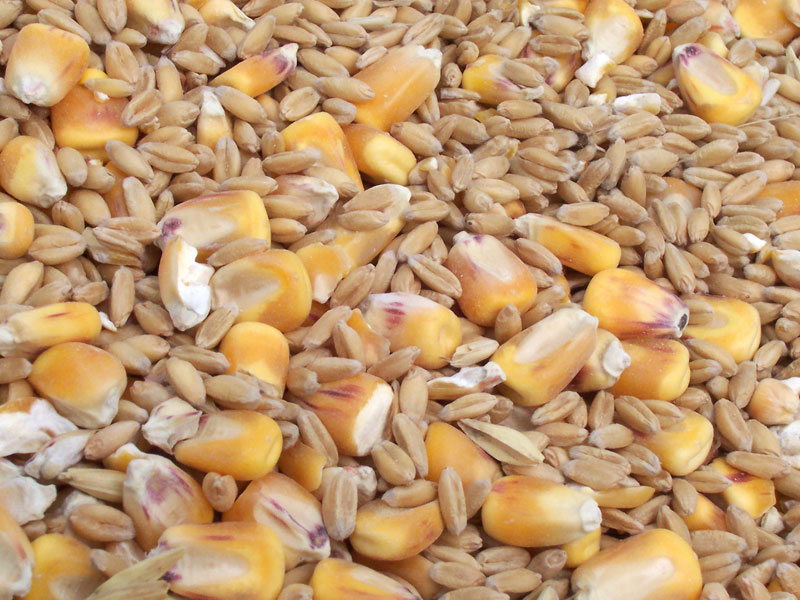
Зерно

Зерно́ — плод хлебных злаков, семя зерновых бобовых культур, также семя иных растений.
В ином значении зерно используется как собирательное понятие: оно обозначает массовое количество семян хлебных злаков и бобовых культур, которое является продукцией зернового производства и входит в число основных продуктов питания человека, используется как сырьё для различных отраслей пищевой промышленности и как корм для сельскохозяйственных животных.
В переносном значении зерно может означать небольшую долю, частицу; зародыш, исходное начало, а также ядро чего-либо.

## Структура и состав зерна
Зерно хлебных злаков представляет собой сухой односемянный плод (зерновку). У пшеницы, ржи, кукурузы, голозёрных форм ячменя и овса этот плод голый (лишён оболочек), у овса, ячменя, риса, проса и других культур он покрыт цветковыми плёнками. Основная масса зерна приходится на эндосперм. Нижняя часть зерна содержит зародыш будущего растения. Снаружи зерно покрывают плодовая и семенная оболочки.
|         | эндосперм   | алейроновый слой | зародыш   | оболочки  | цветковые плёнки |
| ------- | ----------- | ---------------- | --------- | --------- | ---------------- |
| Пшеница | 81,1—84,2 % | 6,8—8,6 %        | 1,4—3,2 % | 3,1—5,6 % | —                |
| Овёс    | 51—61 %     | 4—6 %            | 3—4 %     | 2—4 %     | 20—40 %          |

Зрелое зерно зерновых бобовых культур эндосперма не содержит. Его покрывает семенная оболочка (кожура), под которой находится зародыш.

### Химический состав
| Культуры | Культуры | Содержание в зерне, % | Содержание в зерне, % | Содержание в зерне, %      | Содержание в зерне, % | Содержание в зерне, % |
| Культуры | Культуры | белков                | жира                  | углеводов, кроме клетчатки | клетчатки             | золы                  |
| -------- | -------- | --------------------- | --------------------- | -------------------------- | --------------------- | --------------------- |
| Пшеница  | мягкая   | 12,0                  | 1,7                   | 68,7                       | 2,0                   | 1,6                   |
| Пшеница  | твёрдая  | 13,8                  | 1,8                   | 66,6                       | 2,1                   | 1,7                   |
| Рожь     | Рожь     | 11,0                  | 1,7                   | 69,6                       | 1,9                   | 1,8                   |
| Ячмень   | Ячмень   | 10,5                  | 2,1                   | 66,4                       | 4,5                   | 2,5                   |
| Овёс     | Овёс     | 10,1                  | 5,2                   | 58,9                       | 9,9                   | 2,0                   |
| Кукуруза | Кукуруза | 10,0                  | 4,6                   | 67,9                       | 2,2                   | 1,3                   |
| Гречиха  | Гречиха  | 11,3                  | 2,7                   | 58,3                       | 11,3                  | 2,4                   |
| Рис      | Рис      | 6,6                   | 1,9                   | 62,3                       | 10,2                  | 5,1                   |
| Горох    | Горох    | 23,4                  | 2,4                   | 53,1                       | 4,7                   | 2,4                   |
| Фасоль   | Фасоль   | 23,2                  | 2,1                   | 53,8                       | 3,6                   | 3,3                   |
| Соя      | Соя      | 34,0                  | 18,4                  | 24,6                       | 4,5                   | 4,5                   |

Основная по массе часть клеток эндосперма заполнена крахмалом и белками. Наружный слой эндосперма (алейроновый) богат белками и жирами. Зародыш богат белками, жирами, сахарами, витаминами и ферментами.

## Использование зерна
Зерно (обычно в переработанном виде — в виде каш, хлеба и т.п.) используют в качестве пищи.
В прошлом зерно использовали в качестве товарных денег.

## Зерно в культуре
В переносном значении зерном также называют:
- отдельную частицу чего-либо (например, «жемчужное зерно», «зерно икры», «зёрна пороха», «крахмальные зёрна», «хлорофилловые зёрна»)[2];
- небольшую долю или частицу чего-либо («зёрна народной мудрости», «зерно правды», «зерно честолюбия»)[2];
- зародыш или исходное начало чего-либо[2].

Таким образом, зерном может именоваться явление или факт, из которого развиваются обширные последствия (по аналогии с тем, как из маленького зерна развивается целое растение, большее его во много раз). Именно это мы видим в притче о горчичном зерне, в которой Царство Небесное уподобляется малому семени. В частности, Марк так передал слова Иисуса Христа:

…чему уподобим Царствие Божие? или какою притчею изобразим его? Оно — как зерно горчичное, которое, когда сеется в землю, есть меньше всех семян на земле; а когда посеяно, всходит и становится больше всех злаков, и пускает большие ветви, так что под тенью его могут укрываться птицы небесные.— Мр. 4:30-32
Эту притчу мы находим также в Евангелиях от Матфея и Луки
(Мф. 13:31-32, Лк. 13:18-19).

## Интересные факты
- В чешской системе мер зерно является единицей измерения расстояния.
- Исторически многие меры веса были кратны эталону — массе зерна (семени) различных растений: пшеницы, ячменя, некоторых бобовых, риса, проса, горчицы, некоторых кактусов (в Америке)[3].